# Slaget vid Wagram
Slaget vid Wagram var ett avgörande fältslag den 6 juli 1809 under Napoleonkrigen.

## Slaget
Sporrad av de franska nederlagen i Spanien slöt sig Österrike återigen till Frankrikes fiender. Efter en fransk offensiv stod striderna snart utanför själva Wien, där ärkehertig Karl lyckades tillfoga Napoleon ett svidande nederlag i slaget vid Aspern-Essling den 21–22 maj 1809. Den 6 juli stod det stora slaget vid Wagram, där Napoleon slutligen lyckas betvinga österrikarna. I slaget stupade 32 000 franska och 35 000 österrikiska soldater, och sett i soldatmängd var slaget det största till dess.
Österrike tvingades till ytterligare ett i raden av förnedrande fredsfördrag, nämligen freden i Schönbrunn. Det var fjärde gången Österrike led nederlag efter att ha anfallit Napoleon.
Jean Baptiste Bernadotte befann sig med sin kår i centrum av den franska armén. Han beordrades av Napoleon att lämna slagfältet efter missnöje med hans insatser under slaget.
Avenue de Wagram, en av de gator som leder till Triumfbågen och Place Charles de Gaulle i Paris, är namngiven efter slaget.